# Нејђанг
Нејђанг (内江) град је Кини у покрајини Сичуан. Према процени из 2009. у граду је живело 542.167 становника.

## Становништво
Према процени, у граду је 2009. живело 542.167 становника.
| 1990.   | 2000.   | 2009    |
| ------- | ------- | ------- |
| 240.159 | 537.860 | 542.167 |